# Potenciometría

Milivoltímetro o potenciómetro de laboratorio para medidas de pH y otras potenciometrías directas

La potenciometría es una técnica electroanalítica con la que se puede determinar la concentración de una especie electroactiva en una disolución empleando un electrodo de referencia (un electrodo con un potencial conocido y constante con el tiempo) y un electrodo de trabajo (un electrodo sensible a la especie electroactiva) y un potenciómetro de laboratorio.
La determinación cuantitativa de un ion o de una molécula mediante potenciometría directa es bastante sencilla y rápida, ya que por lo general, solo se requiere comparar la respuesta del electrodo de trabajo con la obtenida para una disolución de referencia cuya concentración de la especie que se está determinando es perfectamente conocida. Debido a que habitualmente se utilizan electrodos selectivos o sensores específicos para realizar la medida, rara vez es necesario hacer uso de separaciones previas de eliminación de interferentes.

## Fundamento
La potenciometría está basada en la medida de la diferencia de potencial que se establece entre dos electrodos cuando estos se sumergen en en una disolución analítica que contiene el analito que va a ser determinado. las medidas se llevan a cabo en condiciones de corriente nula entre los electrodos (i ≈ 0); es decir, en condiciones de equilibrio del sistema electroquímico. Cada uno de estos electrodos constituye una semicelda electroquímica; uno de los electrodos es el electrodo de referencia, por lo que su potencial de semicelda se mantiene constante y el otro es el electrodo de trabajo cuyo potencial de semicelda viene establecido por la ecuación de Nernst:   
{\displaystyle E_{in}=E^{0}+{\frac {0,0592}{n}}\log \alpha _{i}}
donde Ein es el potencial de electrodo de trabajo, n el número de electrones intercambiados en la reacción electroquímica y αi es la actividad del ion analito en la disolución que va a ser medida. 
En consecuencia, entre el electrodo de referencia y el electrodo de trabajo se establecerá una diferencia de potencial o potencial de celda, que es función de los potenciales de semicelda de ambos electrodos y del potencial de unión líquida: 
{\displaystyle \Delta E=(E_{in}-E_{ref})+E_{j}}
Como el potencial de unión líquida, Ej y el de la semicelda de referencia se mantienen constantes durante la medida, la diferencia de potencial entre los electrodo puede expresarse mediante la ecuación: 
{\displaystyle \Delta E=Const.+{\frac {0,0592}{n}}\log \alpha _{i}}
Es decir, que la diferencia de potencial medida por el instrumento de medida, el voltímetro de laboratorio, depende exclusivamente de la actividad del ion analito y puesto que habitualmente se trabaja en condiciones de fuera iónica constante y las concentraciones del analito suelen ser relativamente bajas, la ecuación anterior puede ser modificada para que el potencial medido sea función de la concentración:
{\displaystyle \Delta E=Const.+{\frac {0,0592}{n}}\log \ C_{i}}
Como el valor de Ci suele ser un valor muy pequeño, generalmente mucho menor que 0,1 y no siempre fácil de manejar, es frecuente usar la notación p o notación logarítmica negativa: 
{\displaystyle -\log C_{i}=pC_{i}}
con lo que la expresión anterior queda: 
{\displaystyle \Delta E=Const.-{\frac {0,0592}{n}}pC_{i}}

### Calibrado del electrodo
El término Const. de la expresión anterior engloba el potencial de semicelda del electrodo de referencia, el potencial normal de semicelda del electrodo indicador o de trabajo y el potencial de unión líquida así como pequeñas caídas de potencial debidas a la resistencia del circuito. Mientras que los potenciales del electrodo de referencia y el potencial normal del electrodo indicador son valores conocidos y tabulados, no ocurre lo mismo con las otras contribuciones a la medida del potencial por el voltímetro o potenciómetro. La caída de potencial por la resistencia del circuito puede minimizarse hasta un valor próximo a cero, pero no ocurre lo mismo con el potencial de unión líquida que se establece en la interfaz de los electrodos con la disolución y que,  aunque toma un valor pequeño, siempre es de magnitud desconocida y suficiente para modificar el valor de la diferencia de potencial entre los electrodos. Por tanto, antes de utilizar la ecuación anterior para determinar pCi o deducir la concentración del analito, Ci, se debe establecer el valor que toma el término  Const. Esto se consigue experimentalmente, mediante calibrado del electrodo utilizando disoluciones patrón de analito y operando en condiciones similares a las que se va a llevar a cabo la medida.En aquellas potenciometrías en que el electrodo indicador muestras respuestas muy reproducibles, como ocurre, por ejemplo con el electrodo de vidrio para medidas del pH, dos disoluciones patrón suelen ser suficientes para llevar a cabo esta operación previa de calibrado. 
En aquellos casos en que la concentración esperada del analito no es muy baja, por ejemplo entre 0,001 y 0,10 M, puesto que el electrodo mide actividades en lugar de concentraciones, se produce un importante desviación entre las medidas en concentración y en actividad. Estas desviaciones se pueden corregir utilizando curvas de calibrado en las que se fija la concentración del analito. De esta manera se compensa, en parte, esta diferencia entre actividad y concentración. 

## Electrodos de medida
En las medidas potenciométricas se determina la diferencia de potencial entre dos electrodos, cada uno de los cuales actúa como si de una semicelda se tratara. De estos dos electrodos, uno presenta potencial constante y conocido, por lo que se denomina electrodo de referencia y el otro es el que muestra un potencial variable que depende de la concentración del analito que se está midiendo. Este electrodo recibe el nombre de electrodo indicador o electrodo de trabajo.  Un electrodo indicador ideal es aquel que responde con rapidez y de manera reproducible a los cambios de actividad del ion analito.
Básicamente existen dos tipos de electrodos para medidas potenciométricas; los electrodos metálicos y los electrodos de membrana. 

### Electrodos metálicos
- Electrodos de primera clase. Un electrodo metálico de primera clase, o de primera especie está hecho del mismo metal que el catión metálico que va a ser determinado. Por ejemplo, para determinaciones de ion Ag+ en una disolución que contenga este catión, se puede utilizar un electrodo indicador de plata metálica. En este caso solo es posible la reacción de reducción del ion Ag+.

{\displaystyle {\ce {Ag+(aq) + e- <=> Ag(s)}}}
y la diferencia de potencial medida por el voltímetro será:
{\displaystyle \Delta E=Const.-0,0592\cdot pAg}
- Electrodos de segunda clase (o de segunda especie). Muchos metales cuando se oxidan forma compuestos poco soluble o sustancias complejas. Esto hace, que con frecuencia un electrodo de metal  muestre respuesta  a la actividad de aquellos aniones con los que su especie oxidada forma precipitados o complejos estables. Así, por ejemplo, un electrodo de plata recubierto de una finísima capa de AgCl, además de mostrar respuesta de primera clase al ion Ag+, muestra respuesta a los iones Cl-.  La reacción de electrodo se puede entonces escribir como:

{\displaystyle {\ce {AgCl(s) + e- <=> Ag(s) + Cl-}}}
y la respuesta medida sería:
{\displaystyle \Delta E=Const.+0,0592\cdot pCl}
- Electrodos de tercera clase (o de tercera especie). En algunos casos el electrodo metálico puede dar respuesta a determinados iones que, en principio, no están involucrados en la reacción redox que tiene lugar en la superficie del electrodo.
- Electrodos metálicos no oxidables. Los electrodos construidos con platino, oro, paladio u otros metales difíciles de oxidar (nobles) sirven a menudo como electrodo indicador. En estos casos, el electrodo metálico solo actúa como un suministrador o captador de los electrones involucrados en las reacciones redox que tienen lugar en la disolución. No obstante, hay que indicar que los procesos redox que se producen en la superficie de estos electrodos no suelen ser reversibles y en consecuencia, no siempre responden de manera predecible.[5]

### Electrodos de Membrana
En la actualidad es posible disponer de electrodos indicadores denominados de membrana que permiten la determinación rápida y selectiva de numerosos cationes y aniones mediante mediciones potenciométricas directas. Este tipo de electrodo suele ser muy selectivo a la especie química a la que es sensible, por lo que también se conocen con el nombre de  electrodos selectivos de iones o  electrodos pIon debido a que su respuesta se registra casi siempre como una función logarítmica p (por ejemplo, pH, si mide la actividad del ion H+;  pF, si se trata del anión F-, pCa, etc.).
Existen diferentes tipos de membranas selectivas de iones que se utilizan en electrodos selectivos de iones (ISEs):
- Membranas de vidrio.  Un ejemplo típico de este tipo de electrodo es el electrodo de pH de vidrio, sensible a iones H+ y algunos cationes monovalentes  principalmente K+, Na+,  Ag+ . La membrana de vidrio posee una excelente durabilidad química y puede funcionar en medios muy agresivos.

- Membranas cristalinas.  Pueden ser de cristal único (monocristal), como el electrodo selectivo de fluoruro o policristalinas, formados por sales poco solubles (AgCl, AgBr, Ag2S, etc.) prensadas a unas 7000 atm o suspendidas en matrices poliméricas. Estos electrodos son sensibles a iones Ag+ y a aniones que reaccionan con la plata (Cl-, S2-, etc.) para dar compuestos poco solubles. Impurificando las sale de plata de la membrana policristalina con sales insolubles de otros metales, como por ejemplo CuS, CdS o PbS, es posible elaborar electrodos con respuesta a Cu2+, Cd2+ o Pb2+.[7]

- Membranas líquida de intercambio de iones. Se preparan a partir de intercambiadores de iones, líquidos e inmiscibles, que están contenidos en un soporte sólido, inerte y poroso. Estos electrodos básicamente son similares al electrodo selectivo de fluoruro, pero con la diferencia de que el monocristal  que cierra el tubo, donde se encuentra la disolución del ion a actividad constante, se sustituye por una membrana impregnada con un intercambiador líquido orgánico que se almacena en un depósito que rodea al tubo que contiene la referencia interna.[7]

- Electrodos compuestos. Son los sensores de gases y los electrodos enzimáticos y su denominación se debe a que, generalmente, son de diseño compuesto ya que incorporan un electrodo ordinario (por ejemplo de pH) rodeado de una disolución de electrolito contenida en una membrana adicional que, en unos casos separa la especie que detecta el electrodo y en otros, la genera.  Actualmente existen sensores de este tipo para CO2, NH3, SO2, H2S u otros gases con propiedades ácidas o básicas.[7]

## Valoración potenciométrica

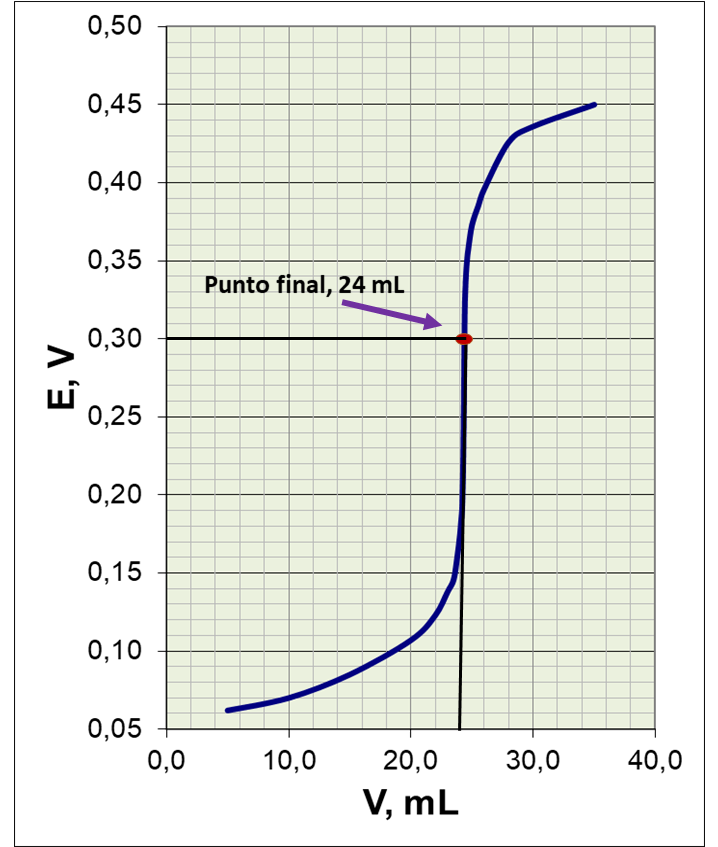
Valoración potenciométrica de cloruro con patrón utilizando un electrodo indicador de plata metálica

Otra utilidad de la potenciometría en el análisis químico es la valoración potenciométrica. Puesto que el electrodo indicador puede mostrar una diferencia de potencial respecto al electrodo de referencia, que es proporcional a la especie a la que es sensible, se puede utilizar la potenciometría para el seguimiento de las valoraciones en que tales especies están involucradas. Ejemplos típicos son las valoraciones argentométricas de iones que precipitan con el ion Ag+. En estas valoraciones se puede emplear indicadores visuales para establecer el punto final de la valoración o utilizar un electrodo de plata metálica conjuntamente con un electrodo de referencia conectados a un voltímetro o potenciómetro de laboratorio. Puesto que la diferencia de potencial medida va variando en función de la concentración de Ag+ libre que queda en el equilibrio, se puede registrar esta diferencia de potencial con relación al volumen de valorante que se lleva añadido, obteniéndose una curva de valoración a partir de la cual puede deducirse el punto final de la valoración. Puesto que las medidas potenciométricas están basadas en la ecuación de Nerst, que es una función logarítmica, el resultado que se obtiene es una curva en forma de sigmoide, con un salto o cambio repentino del potencial de electrodo en las inmediaciones del punto de equivalencia. En este tipo de curvas es muy difícil estimar con precisión el punto final de la valoración, por lo que habitualmente se recurre al tratamiento matemático de la curva, derivándola para localizar el punto de inflexión de la curva, que corresponde con el punto final de la valoración. En el caso de las argentometrías, la valoración potenciométrica presenta la ventaja de que se pueden determinar simultáneamente varios haluros, ya que cada uno de ellos presenta diferente solubilidad, con lo que se obtienen curvas de valoración con tantos saltos de potencial como iones precipitantes se encuentren en la disolución.
También es frecuente utilizar la valoración potenciométrica en las valoraciones ácido-base, en las que en lugar de utilizar los típicos indicadores coloreados para este tipo de valoraciones, se utiliza un electrodo de membrana de vidrio sensible a los cambios de pH y se procede como en el caso anterior.